# 스틸리얀 페트로프
스틸리얀 페트로프(Stiliyan Petrov, 1979년 7월 5일 ~ )는 불가리아의 전 축구 선수이다. 2006년 셀틱에서 애스턴 빌라로 이적하였다. 이후 주전으로 활약했으나 2012년 급성 백혈병 진단을 받았다. 결국 1년 뒤인 2013년 5월 9일 이 병을 이유로 은퇴를 선언했다. 페트로프라는 성과 불가리아 출신이라는 점 때문에 볼턴 원더러스 FC에서 뛰고 있는 마르틴 페트로프와 헷갈리는 경우도 종종 있지만 완전히 다른 선수이다.
2015년 3월 애스턴 빌라의 코칭 스태프로 복귀했다.
현역 복귀를 선언하고 2016년 여름 애스턴 빌라와 함께 훈련했지만 계약은 맺지 못했다.

## 같이 보기
- A매치 100경기 이상 출전한 축구 선수 명단